# Trébry
Trébry (bret. Trebrid) – miejscowość i gmina we Francji, w regionie Bretania, w departamencie Côtes-d’Armor.
Według danych na rok 1990 gminę zamieszkiwały 742 osoby, a gęstość zaludnienia wynosiła 30 osób/km² (wśród 1269 gmin Bretanii Trébry plasuje się na 695. miejscu pod względem liczby ludności, natomiast pod względem powierzchni na miejscu 384.).